# Clinostigma
Clinostigma, rod palmi smješten u tribus  Areceae, potporodica Arecoideae. Postoji 11 priznatih  vrsta raširenih po pacifičkim otocima gdje se koriste za gradnju kuća.
Po nekim autorima uključuje se u podtribus Arecinae.

## Vrste
1. Clinostigma carolinense (Becc.) H.E.Moore & Fosberg
2. Clinostigma collegarum J.Dransf.
3. Clinostigma exorrhizum (H.Wendl.) Becc.
4. Clinostigma gronophyllum H.E.Moore
5. Clinostigma haerestigma H.E.Moore
6. Clinostigma harlandii Becc.
7. Clinostigma onchorhynchum Becc.
8. Clinostigma ponapense (Becc.) H.E.Moore & Fosberg
9. Clinostigma samoense H.Wendl.
10. Clinostigma savoryanum (Rehder & E.H.Wilson) H.E.Moore & Fosberg
11. Clinostigma warburgii Becc.

## Sinonimi
- Bentinckiopsis Becc.
- Clinostigmopsis Becc.
- Exorrhiza Becc.